# Claude LeBrun

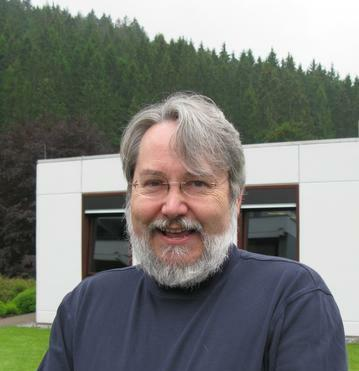

Claude R. LeBrun (* 26. November 1956) ist ein Mathematiker, der sich insbesondere mit vierdimensionalen Mannigfaltigkeiten und speziell Einsteinschen Mannigfaltigkeiten befasst, wobei er sich Techniken der Differentialgeometrie, Differentialtopologie, Komplexer Geometrie, Symplektischer und Algebraischer Geometrie bedient.
LeBrun wurde 1980 bei Roger Penrose an der Universität Oxford promoviert (Spaces of complex geodesics and related structures). Er ist Professor an der State University of New York at Stony Brook (SUNY).
Nachdem John A. Thorpe und Nigel Hitchin in Form einer nach ihnen benannten Ungleichung zwischen topologischen Invarianten eine notwendige Bedingung für die Existenz von Einstein-Metriken auf vierdimensionalen kompakten glatten Mannigfaltigkeiten angaben, zeigten LeBrun und unabhängig Andrea Sambusetti, dass die Bedingung nicht hinreichend ist. Sie zeigten die Existenz unendlich vieler nicht homöomorpher Mannigfaltigkeiten, die die Ungleichung erfüllen, aber keine Einstein-Metrik zulassen.
Mit Fabrizio Catanese bewies er für alle {\displaystyle k\geq 2} die Existenz von glatten kompakten {\displaystyle 4k}-dimensionalen Mannigfaltigkeiten mit zwei Einsteinmetriken, deren Skalarkrümmungen einander entgegengesetzte Vorzeichen haben, womit sie eine Vermutung von Arthur Besse widerlegten.
1994 war er Invited Speaker auf dem Internationalen Mathematikerkongress in Zürich (Anti Self-Dual Metrics and Kähler-Geometry). Er ist Fellow der American Mathematical Society.

## Schriften
- Herausgeber Essays on Einstein manifolds: lectures on geometry and topology, International Press, Cambridge/Massachusetts 1999
- Einstein metrics on complex surfaces, in Geometry and physics (Aarhus, 1995), Lecture Notes in Pure and Appl. Math., Band 184, Dekker, New York, 1997, S. 167–176
- Twistors for tourists: a pocket guide for algebraic geometers, Algebraic geometry—Santa Cruz 1995, Proc. Sympos. Pure Math., Band 62, Amer. Math. Soc., Providence, RI, 1997, S. 361–385
- Twistors, Kähler manifolds, and bimeromorphic geometry, Teil 1, 2, J. Amer. Math. Soc. 5 (1992), S. 289–316, S. 317–325
- Counter-Examples to the Generalized Positive Action Conjecture, Comm. Math. Phys. 118 (1988) 591–596 (Widerlegung der verallgemeinerten Positive Action Conjecture von Stephen Hawking und Pope)